# Fūrin
Fuurin (風鈴（ふうりん）?) traducido literalmente como "campanilla de viento" o "campanilla que evoca el viento", es un elemento decorativo de origen tradicionalmente japonés que se empieza a colocar en las casas, generalmente en las ventanas o puertas, al principio del verano. Gozan de gran popularidad en la cultura japonesa, siendo ya casi un rito.

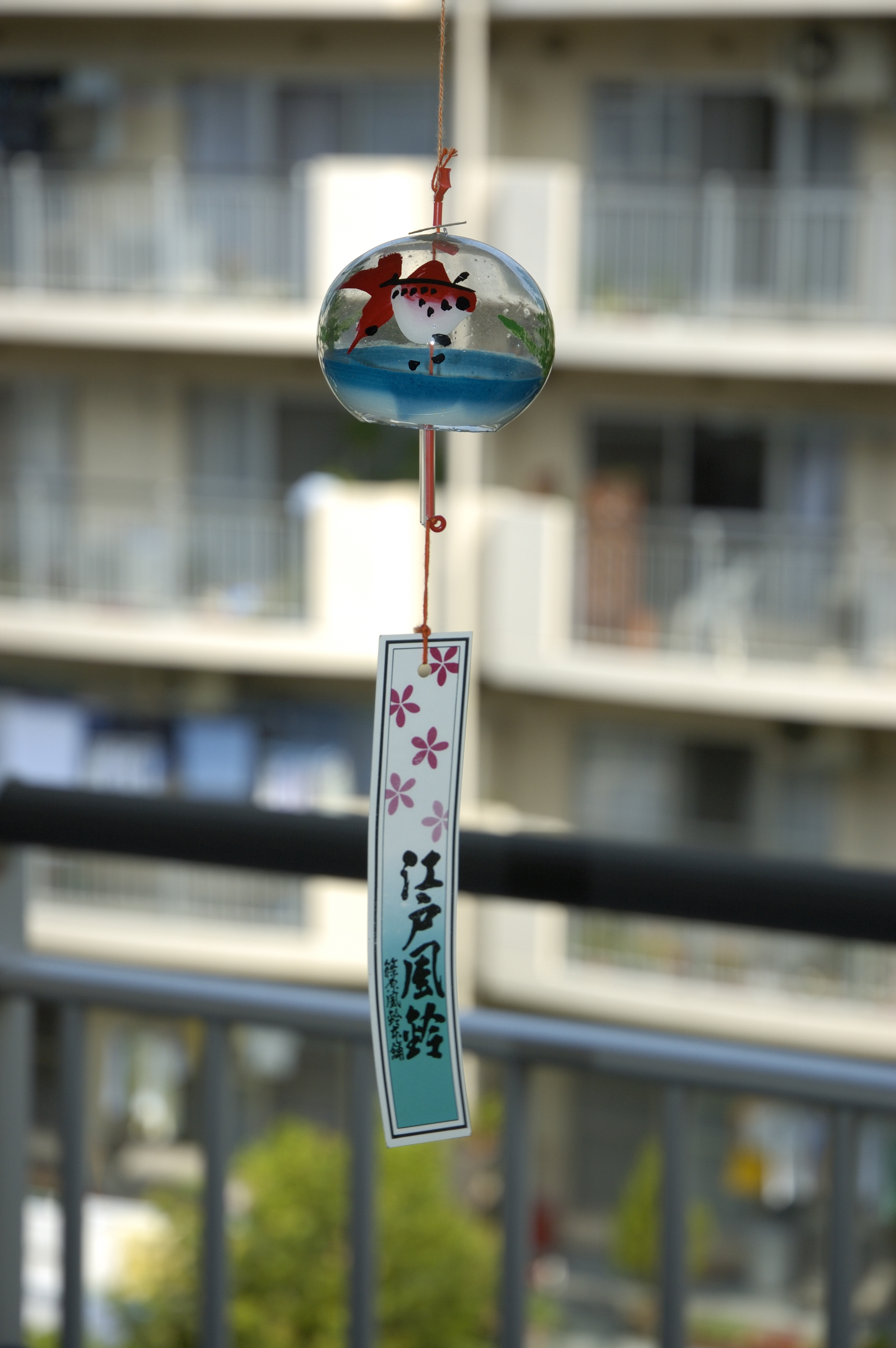
Típica campanilla japonesa fuurin de cristal.
En el trozo de papel abajo de ella se ve escrito "江戸風鈴" (Edo fuurin) campana de viento de Edo (actual Tokio)

Sus colores a menudo evocan objetos o sustancias refrescantes como el agua fresca y el metal.

## Forma y uso
Se compone de una campana de forma redondeada que suele hacerse de diversos materiales como cristal, cerámica, metal, etc. De la campana pende una cuerda que está unida en su extremo a un papel, que al ser movido por el viento, mueve un pequeño badajo que golpea la campana y la hace sonar. Su tamaño no suele ser superior al de un puño. La función es estas campanillas es enfatizar la sensación de la brisa que refresca el caluroso ambiente veraniego. El intento de maximizar la experiencia sensitiva es algo que está presente en muchos aspectos de la tradición cultural japonesa, como por ejemplo en la oscuridad de los espacios tokonoma.

## Historia

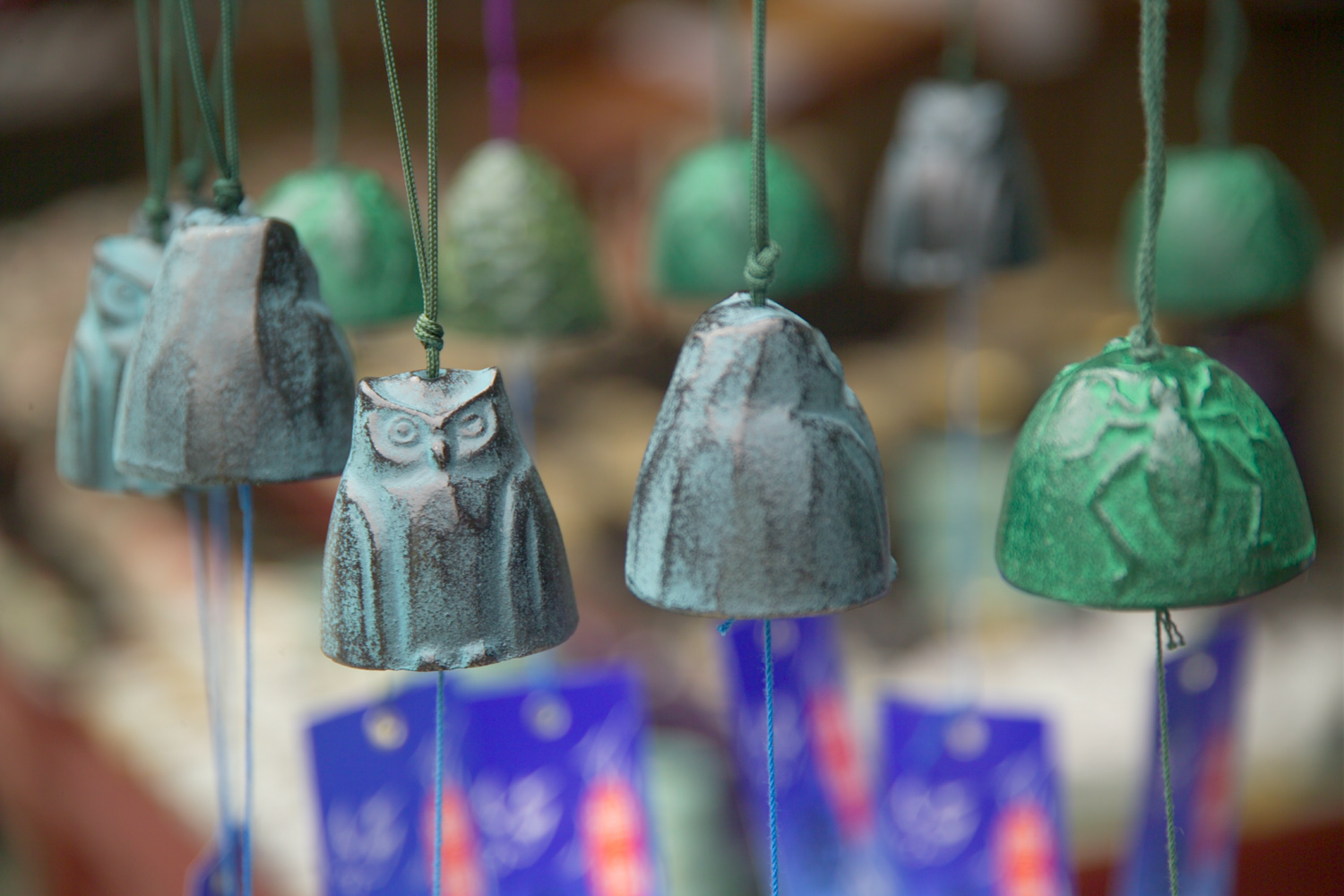
Antiguas campanillas fuurin de bronce y cobre.

Los Fuurin provienen originalmente de China, donde se llamaban "風鐸"(fuutaku) campanilla de la fortuna. Allí eran utilizadas para conocer la dirección y la fuerza del viento en los campos de bambú, de los que se colgaban. Fueron introducidos en Japón por los antiguos monjes budistas que viajaron a China, regresando con este objeto. Sin embargo su función original fue olvidada al llegar a la isla. Allí fueron colgados de las cuatro esquinas de los templos para ahuyentar el mal y llamar a la tranquilidad, y se divulgó el rumor de que en los lugares donde se escuchaba su sonido, no ocurrirían desastres. Su nombre pasó a ser "futaku", y más tarde, en el periodo Kamakura su nombre derivó a los caracteres de "風鈴", y su lectura a "furei". Esta última lectura, dada por los monjes, es el que evolucionó a la actual: "fuurin".
El material utilizado en su fabricación siempre fue el cobre, pero hacia el año 1700 se empezaron a crear campanillas de cristal. La razón de esta tardía época es que la técnica necesaria para trabajar el cristal de una manera tan delgada no se perfeccionó en Japón hasta esas fechas. Una de las primeras ciudades dónde se comenzó a fabricar estos fuurin de cristal fue Nagasaki, seguido más tarde por Osaka, Kyoto y Edo, causando gran sensación, a pesar de que su precio fuera muy alto. En poco tiempo, la tecnología para la creación de cristal se hizo más barata y antes de comenzar la era Meiji (1887), las campanillas de cristal entraron en su apogeo.